# James Andrew Harcourt Gammell
Sir James Andrew Harcourt Gammell, britanski general, * 1892, † 1975.